# Hradec (Mnichovo Hradiště)
Hradec (německy Hradetz) je malá vesnice, část města Mnichovo Hradiště v okrese Mladá Boleslav. Nachází se asi pět kilometrů severovýchodně od Mnichova Hradiště. Vesnicí protéká Jizera. Hradec leží v katastrálním území Podolí u Mnichova Hradiště o výměře 5,05 km².

## Historie
První písemná zmínka o vesnici pochází z roku 1543.

## Pamětihodnosti
- Hradiště Hradec nad Jizerou
- Boží muka